# 福島県道316号広畑月舘線
福島県道316号広畑月舘線（ふくしまけんどう316ごう ひろはたつきだてせん）は、福島県伊達市にある一般県道である。

## 路線概要
- 起点：伊達市霊山町大石字広畑
- 終点：伊達市月舘町布川字竹の内19-7
- 総延長：6.833km[1]
  - 実延長：6.095km
- 路線認定年月日：1959年8月31日[2]

### 重用区間
- 国道115号（霊山町石田字孫老内～霊山町石田字嘉地田）

## 通過する自治体
- 伊達市

## 接続・交差する道路
- 福島県道31号浪江国見線（霊山町大石字広畑 起点）
- 国道115号 相馬方面（霊山町石田字孫老内）
- 国道115号 福島方面（霊山町石田字嘉地田）
- 国道399号（福島県道315号臼石月舘線重用区間）（月舘町布川字竹の内終点）